# Papir 126
El Papir 126 (amb la numeració Gregory-Aland), és una còpia del Nou Testament en grec. És un manuscrit de papir de l'Epístola als hebreus.

## Descripció
Només ha sobreviscut un fragment d'una fulla. Els textos sobrevivents dels hebreus són els versets 13: 12-13.19-20, es troben en un estat fragmentari. El manuscrit paleogràficament ha estat assignat al segle IV (INTF).
El text està escrit en una columna per pàgina, 20 línies per pàgina (originalment). La mida del fragment és de 3,7 per 9,1 cm (la mida original era de 30x16 cm).

## Història
El manuscrit va ser revelat per l'Institut Papirològic de Florència el 2003. El text del còdex es va publicar el 2008. El 2009, Claire Clivaz el va mostrar a l'Institut d'Investigació Textual del Nou Testament (INTF) i el manuscrit va ser catalogat a la llista INTF dels manuscrits del Nou Testament.
El manuscrit es troba a l'Institut Papirologico "G. Vitelli" a Florència amb el número de prestatgeria PSI inv. 1479.